# 夏里乡
夏里乡，是中华人民共和国西藏自治区昌都市八宿县下辖的一个乡镇级行政单位。

## 行政区划
夏里乡下辖以下地区：
吉扎村、金泽村、崩夏村、外巴村、北查村和左西村。